# Boris Vsevolodovič Gromov
Boris Vsevolodovič Gromov (rusky: Бори́с Все́володович Гро́мов, * 7. listopadu 1943 v Saratově), je bývalý sovětský a ruský vojenský velitel, dnes gubernátor Moskevské oblasti Ruské federace.

## Vzdělání

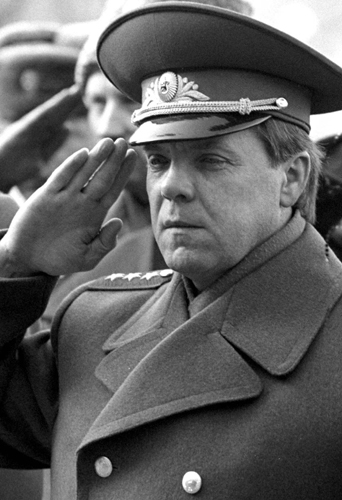
Boris Gromov (fotka Michaila Jevstafijeva)

V roce 1962 Boris Gromov absolvoval Kalininskou suvorovskou vojenskou školu (Калининское суворовское военное училище), v roce 1965 Leningradskou vyšší vojenskou vševojskovou velitelskou školu (Ленинградское высшее военное общевойсковое командное училище), v roce 1972 Frunzeho vojenskou akademii (Военная академия имени Фрунзе) a v roce 1984 Vorošilovovu Vojenskou akademii Generálního štábu Ozbrojených sil SSSR (Военная академия Генерального штаба Вооруженных Сил СССР имени Ворошилова).

## Vojenská služba
Boris Gromov třikrát (v letech 1980-82, 1985-86 a 1987-89) sloužil v Afghánistánu v době sovětské války v Afghánistánu. Byl posledním velitelem sovětské 40. armády, vedl odchod sovětských vojsk z Afghánistánu a byl posledním sovětským vojákem, který 15. února 1989 Afghánistán opustil. V Sovětské válce v Afghánistánu velel úspěšné operaci Magistrála, za což obdržel titul Hrdina Sovětského svazu.
V letech 1989-90 velel vojskům Kyjevského vojenského okruhu. V letech 1990-92 byl prvním náměstkem ministra vnitra Sovětského svazu a prvním náměstkem hlavního velitele pozemních vojsk. V letech 1992-94 byl náměstkem ministra obrany Ruské federace.
Dosáhl hodnosti generálplukovníka. V roce 1994 z ruské armády odešel.

## Politická činnost
V ruských prezidentských volbách v roce 1991 neúspěšně kandidoval za komunistickou stranu na funkci viceprezidenta.
V roce 1995 a 2003 byl zvolen poslancem Státní dumy Ruské federace za stranu Jednotné Rusko.
V lednu 2000 byl zvolen gubernátorem Moskevské oblasti. Znovu byl zvolen v prosinci 2003.